# Palazzo Campanella

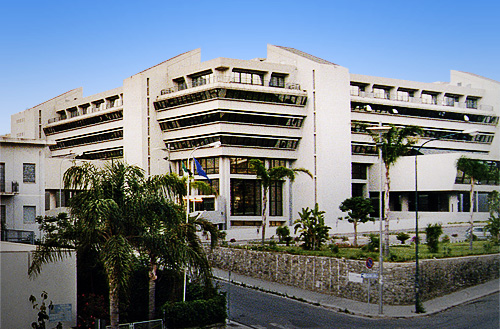
Palazzo Campanella in Reggio Calabria

Der Palazzo Campanella, auch Palazzo Tommaso Campanella, ist ein moderner Palast aus den 2000er-Jahren in Reggio Calabria in der italienischen Region Kalabrien. Er liegt in der Via Cardinale Portanova, nordöstlich des historischen Zentrums der Stadt und bedeckt eine Fläche von etwa 23.000 m². Heute beherbergt er den Regionalrat von Kalabrien.

## Geschichte
Die Casa dei Calabresi wurde nach Plänen von Domenico Gimigliano von Januar 1986 bis März 2000 gebaut und dann nach dem kalabresischen Philosophen Tommaso Campanella benannt.
An dieser Stelle befand sich die Caserma Panella, wo das 20. Infanterieregiment „Brescia“ stationiert war, das 1942 in der Folge der Kriegsereignisse in El Alamein aufgelöst wurde.
Bis zum 6. Dezember 2013 waren in einem der Säle die Bronzestatuen von Riace untergebracht, die während ihres dortigen Aufenthalts einer sorgfältigen Erhaltungsrestaurierung unterzogen wurden.

## Beschreibung
Der Palazzo Campanella hat acht Stockwerke mit Fassaden aus Glas und einen umbauten Raum von 145.000 m³. Er wird von der Bevölkerung scherzhaft als „Das Raumschiff“ (it.: „l'Astronave“) betitelt.
Der architektonische Komplex wird von mehreren Baukörpern gebildet, die miteinander durch Metallstege verbunden sind. In der Mitte des Palastes befindet sich ein Platz, der „Agora“ genannt wird und über dem sich die ‚‘Aula del Consiglio Regionale‘‘ (dt.: Aula des Regionalrates), gestützt durch Pfeiler, erhebt.

### Aula consiliare Francesco Fortugno
Die Ratsaula, die nach Francesco Fortugno benannt wurde, befindet sich im Herzen des Gebäudes. Sie hat Würfelform und ist mit Stufen versehen, auf denen sich die Bänke der Präsidentschaft und der Regierung befinden. Auf beiden Seiten gegenüberliegend liegen dagegen die Bänke Ratsmitglieder und vorne die Bänke für die Reporter, die Journalisten und die Öffentlichkeit.
Der Saal hat etwa 200 Sitzplätze, von denen 94 für die Präsidentschaft, die Regierung und die Ratsmitglieder bestimmt sind, ungefähr 30 für die Reporter und Journalisten und 78 für die Öffentlichkeit.
Die Aula ist mit mehrfarbigem Holz verkleidet, das den Boden in der Mitte der Aula bildet, auf dem als Dekor das Wappen von Kalabrien erscheint.

### Sala Giuditta Levato
Es handelt sich um einen Konferenzsaal, der den Namen von Giuditta Levato (1915–1946), dem ersten Opfer des Bauernaufstandes von 1946, trägt. Bevor er in den heutigen Konferenzsaal verwandelt wurde, fanden dort die Sitzungen des Regionalrates statt.

### Sala Nicholas Green
Der Saal, der den Namen von Nicholas Green (1987–1994), einem US-amerikanischen Jungen, der Opfer eines Autounfalls wurde, trägt, liegt im Erdgeschoss und hat eine Kapazität von etwa 400 Sitzplätzen. Im Saal befindet sich ein Denkmal, das die Familie Green gestiftet hat und das aus sieben Glocken besteht (sieben Organe von Nicholas wurden gespendet) und die Form einer Taube hat (Symbol für den Frieden und des Geistes der Menschlichkeit durch diese solidarische Geste).
Durch seine Lage, durch den man ihn direkt und unabhängig und vom Palazzo Campanella nutzen kann, können in der Sala Nicholas Green auch Veranstaltungen stattfinden, die nicht direkt mit den Aktivitäten des Regionalrates zu tun haben.

### Sala commissioni
Dort finden Versammlungen der Kommissionen, der Ratsgruppen oder ausgewählter Ausschüsse statt. Außerdem wird der Saal für Pressekonferenzen genutzt.
Von Bedeutung ist Gemälde, das den Raum ziert und den Titel „Il Giardino di Adone“ (dt.: Der Garten von Adonis) trägt. Es wurde von Künstler Leo Pellicanò (1937–1982) aus Reggio Calabria auf 46 Tafeln geschaffen. Das Werk ist von den Vasen der alten Athene inspiriert, in die Kräuter gesät wurden, die schnell wuchsen und schnell starben. Daher hat der Künstler diese mit dem menschlichen Leben in seiner Kürze verglichen. Darüber hinaus zeigt eine Reihe allegorischer Figuren die Laster und Tugenden des Menschen.

### Sala Federica Monteleone
Der Saal, der auch Sala Gennaro Portanova genannt wurde, hat eine Kapazität von über 400 Sitzplätzen und in ihm finden gemeinhin die Abschlussfeiern der juristischen Fakultät der Universität Reggio Calabria und wichtige Zusammenkünfte statt. Der Saal hat einen eigenen Eingang, ist aber auch mit dem Ratssaal verbunden. Er war früher nach dem Kardinal und Erzbischof Gennaro Portanova benannt, wurde aber am 3. Juli 2007 in Erinnerung an Federica Monteleone (1991–2007) umbenannt, einer 16-Jährigen aus Vibo Valentina, die im Januar desselben Jahres nach einer Woche im Koma verstarb, in das sie nach einer Blinddarmoperation im Krankenhaus ihrer Stadt gefallen war.

### Auditorium Nicola Calipari
Der am 30. März 2005 eingeweihte Raum trägt den Namen von Nicola Calipari (1953–2005) und bietet etwa 600 Sitzplätze, wobei einer der Sektoren für Menschen mit Behinderung reserviert ist.
Der mit Parkett ausgelegte Raum, dessen Sitze mit Leder bezogen sind, ist mit Fernsehübertragungssystemen und solchen für Simultanübersetzung ausgestattet.

### Bibliothek
Die Biblioteca del Consiglio Regionale della Calabria, die 1973 als Institution der gesetzgebenden Versammlung gegründet wurde, anfangs, um Unterlagen für die Mitglieder des Regionalrates zur Verfügung zu stellen, wurde später, mit dem Reglement vom 3. Juni 2003, für die Öffentlichkeit geöffnet, hauptsächlich für die Studenten der Universität Reggio Calabria.
Der älteste Band in dieser Bibliothek ist die Historia dé Svevi nel conquisto dé Regni di Napoli, e di Sicilia per l'Imperatore Enrico Seſto (dt.: Geschichte der Staufer bei der Eroberung des Königreiches Neapel und von Sizilien durch den Kaiser Heinrich VI.) von Don ‚‘Carlo Calà‘‘, die aus der zweiten Hälfte des 17. Jahrhunderts stammt.
Die Bibliothek besteht aus drei Teilen:
- Der allgemeinwissenschaftliche Teil besteht aus etwa 30.000 Bänden der folgenden Fachgebiete:
  - Kalabrien;
  - Architektur;
  - Philosophie;
  - Soziologie;
  - Geschichte;
  - Politik;
  - Statistik;
  - Literatur.
  - Darüber hinaus gibt es 32 allgemeinwissenschaftliche Zeitschriften mit fortgesetzten Abonnements.
- Der juristische Teil, der ab dem 4. Januar 1988 eingerichtet wurde (auch wenn die ersten Texte, die von der Organisation erworben wurden, von 1972 stammen). Er besteht aus etwa 2000 Bänden, eingeteilt in folgende Fachgebiete:
  - Zivilrecht;
  - Handelsrecht;
  - Insolvenzrecht;
  - Verwaltungsrecht der örtlichen Organisationen;
  - Regionalrecht;
  - Strafrecht.
  - Dem schließen sich 61 rechtswissenschaftliche Zeitschriften an, alle mit fortgesetzten Abonnements, sowie Sammlungen der europäischen Rechtsprechung, der staatlichen und der regionalen Rechtsprechung. Im juristischen Teil der Bibliothek sammelt man darüber hinaus die Gazzetta Ufficiale della Repubblica Italiana, das Amtsblatt der Europäischen Union und die Bollettini Ufficiali Regionali.  Weiterhin gibt es juristische Datenbanken in elektronischer Form.
- Der Teil über Kalabrien enthält etwa 3000 Bände und stellt eine bedeutende Quelle im Feld der historischen, kulturellen und künstlerischen und folkloristischen Forschung in der Region dar.